# Geoffrey Winthrop Young
Geoffrey Winthrop Young (25 de outubro de 1876 – 8 de setembro de 1958) foi um alpinista britânico, autor de algumas primeiras ascensões nos Alpes. Em 1941 foi presidente do Alpine Club.

## Biografia
Depois de seguir os estudos de literatura clássica no Trinity College de Cambridge onde ganha dois anos de seguida o prémio de poesia, recebe o Chancellor's Medal for English Verse.

### Ferido de guerra
Quando começa o Segunda Guerra Mundial, grande pacifista e logo grande oponente  ao conflito, torna-se jornalista do The Daily News, mas vendo o desastre inscreve-se no Friends' Ambulance Unit para transportar feridos e refugiados do frente ocidental. Em 1917 parte para Itália para estabelecer um serviço de ambulância na montanha na frente Áustria-Itália, mas é ferido numa perna e tem que fugir durante dois dias, antes de ser recolhido e amputado da perna até ao joelho. Escreve a George Mallory a quem diz "Agora tenho o imenso estímulo de um novo começo, com cada polegada de progresso como uma alegria em vez de um lugar comum. Conto com os "grandes corações" como o teu, para partilhar comigo o gozo do desporto" .
Este acidente termina a sua brilhante carreira  de alpinista com a colaboração do guia de alta montanha suíço Joseph Knubel.

### Alpinismo
Em 1899 escreveu um guia humorístico que The Roof Climbers Guide to Trinity, parodiando os topo-guides de alpinismo, e no qual descreve os diferentes edifícios da universidade.
Entra no Alpine Club em 1900 e nesse mesmo ano abre uma nova via de montanha na face Oeste do Weisshorn. Na Grã-Bretanha abre uma série de  novas vias no Lake District e também no Pais de Gales, mas é com Albert F. Mummery e o guia Alexander Burgener que ele se dedica nos Alpes a subir arestas e faces reconhecidas como difíceis, como é o caso da Ponta Young nas Grandes Jorasses, que tem o seu nome, assim como as três grandes vertentes norte dos Alpes

## Ascensões
- 1905 - Face sudeste do Weisshorn com V. J. E. Ryan e os guias Joseph Knubel e J. e G. Lochmatter, 28 de agosto
- 1906 - Face sudoeste do Täschhorn com V. J. E. Ryan e os guias Joseph Knubel,  Franz Lochmatter, 11 de agosto
- 1906 - Arête Young no cume este do Breithorn com R. J. Major, C.D. Robertson e os guias Joseph Knubel, M. Ruppen, 18 de agosto
- 1907 - Travessia Aiguille du Midi-Aiguille du Plan com Joseph Knubel, 10 de agosto
- 1907 - Vertente este do Zinalrothorn com C.D. Robertson e os guias J. Knubel, H. Pollinger, 21 de agosto
- 1909 - Aresta sudeste do Nesthorn (Alpes berneses) com C.D. Robertson e George Leigh Mallory, 4 Agosto
- 1909 - Vertente nordeste do Weisshorn com Oliver Percy Smith e guia J. Knubel, 31 de agosto
- 1911 - Aresta do Brouillard no Mont Blanc pelo colo Émile Rey, com Karl Blodig, H. O. Jones e guide Joseph Knubel, 9 de agosto
- 1911 - Primeira descida da aresta des Hirondelles das Grandes Jorasses com H. O. Jones e guide Joseph Knubel, 11 de agosto
- 1911 - Aresta oeste das Grandes Jorasses com H. O. Jones e os guias Joseph Knubelet e Laurent Croux, 14 de agosto
- 1911 - Vertente Mer de Glace da Aiguille du Grépon H. O. Jones e R. Todhunter, e os guias Joseph Knubel e H. Brocherel, 19 de agosto
- 1914 - Primeira ascensão em livre do Dent du Géant com Joseph Knubel
- 1914 - Aresta sudoeste do Gspaltenhorn (Alpes berneses) com S. Herford e os guias J. Knubel e H. Brantschen, 14 de julho